# Xã Ridgefield, Quận Huron, Ohio
Xã Ridgefield (tiếng Anh: Ridgefield Township) là một xã thuộc quận Huron, tiểu bang Ohio, Hoa Kỳ. Năm 2010, dân số của xã này là 2.329 người.